# Oskar Syk
Oskar Syk född 5 juli 1994 i Västerleds församling i Stockholm, är en svensk musikproducent, låtskrivare och discjockey. Han har också varit röstskådespelare i tv-serien Creepschool. Han har delat scen med artister som Axwell, Skrillex, Tommy Trash, Madeon, Don Diablo, Galantis, AN21, Dada Life, Third Party, Dimitri Vangelis och Wyman m.fl.
Syk har även fått sin musik spelad av bl.a. John Dahlbäck, W&W, Dannic, Third Party m.fl.

## Biografi
I december 2013 spelade Oskar Syk på danskonceptet Where's The Party? By Carlsberg på Högfjällshotellet i Sälen. Efter det har han uppträtt på Bråvallafestivalen 2015 och 2016. Sommaren 2016 uppträdde han också på Peace & Love i Borlänge. Syk har även spelat under WMC i Miami, USA och på Ushuaïa Ibiza. I augusti 2016 gav han ut sin första singel “We Live Forever” som gavs ut på skivbolaget M.A.G.O.R.E.C. Låten spelades av olika internationella discjockeys och spelades flera gånger på Sveriges Radio. I september 2016 premiär-spelade den holländska discjockeyn Dannic Syks nya singel "Countdown" i sin radioshow.
I januari 2017 gav Syk ut en remix under aliaset Germolen som han har tillsammans med den svenska discjockeyn och musikproducenten Lucas Silow. Under 2018 gav han sedan ut sin singel "Countdown" genom skivbolaget Void Records som fick hundratusentals streams.